# Бодров, Денис Александрович
Дени́с Алекса́ндрович Бодро́в (род. 22 августа 1986, Тольятти, Куйбышевская область) — российский хоккеист, защитник.

## Карьера
Воспитанник тольяттинского хоккея. Начал выступать во втором составе «Лады» в 2002 году.
По истечении двух сезонов, перешёл в клуб высшей лиги, для повышения игровой практики, самарский ЦСК ВВС. Через год вернулся в «Ладу». В том же сезоне 2005/2006, был приглашён в молодёжную сборную России. Завоевал серебряные медали чемпионата мира.
На драфте НХЛ 2006 года, был выбран «Филадельфией Флайерз», во втором раунде под 55 номером.
До 2009 года продолжал выступать за «Ладу», однако в середине сезона 2008/2009 на один год подписал контракт с мытищинским «Атлантом».
В середине сезона 2009/2010 по истечении действующего контракта перебрался за океан, где до конца сезона подписал контракт с клубом Американской хоккейной лиги (AHL) «Эдирондек Фантомс».
Летом 2010 года на правах свободного агента вернулся в Россию, где подписал контракт на один сезон с московским «Спартаком». Дошёл со «Спартаком» до плей-офф, по окончании которого продлил контракт с командой. В сезоне 2013/2014 был выбран капитаном «красно-белых».
В сезоне 2014/2015 перешёл в уфимский «Салават Юлаев».

## Достижения
- Серебряный призёр 2005/2006 в составе молодёжной сборной России (U20)